# Alain Richard (designer)
Pour les articles homonymes, voir Alain Richard et Richard.
Alain Richard est un designer français né le 20 février 1926 à Plouha et mort le 3 août 2017 à Gisors,.

## Biographie
Alain Richard est formé par René Gabriel à l'École nationale supérieure des arts décoratifs d’où il sort major en 1949.
Installé aux Pays-Bas au début des années 1950, il travaille notamment avec Henri Salomson. En 1952, Richard participe à de multiples projets pour l'aéroport d'Orly, le Crédit agricole, la Banque de France et la RATP (il dessine la gare Auber) et fonde sa propre agence, avec son épouse, Jacqueline Iribe, la fille du décorateur Paul Iribe. À cette même époque, il collabore avec André Monpoix et dessine des meubles édités par Vecchione et Meubles TV.
Alain Richard reçoit le grand prix de la triennale de Milan et le prix René Gabriel, parmi bien d'autres récompenses. Il reçut également de nombreuses commandes du Mobilier national dans les années 1970.